# Jacques Santini
Jacques Santini (Delle, 25 de abril de 1952) é um ex-futebolista francês e atualmente treinador.
Durante a década de 1970, Santini defendeu o Saint-Étienne, onde foi pentacampeão nacional e, vice-campeão da Copa dos Campeões de 1976. Após se aposentar, virou treinador. Foi um dos responsáveis da transformação do Lyon no principal clube francês no século XXI. Após o bom desempenho, virou treinador da seleção francesa, sendo campeão da Copa das Confederações, mas fracassando na Eurocopa 2004.

## Carreira
Santini é considerado um dos maiores treinadores da história da França. Juntamente com Jean-Michel Aulas e Bernard Lacombe, esteve envolvido na transformação do Lyon no principal clube francês no século XXI. De 1997 a 2000, foi diretor esportivo do clube, ajudando a estabelecer a base heptacampeã. Em 2000, assumiu como treinador do clube, ganhando a Copa da Liga em 2001 e o inédito Campeonato Francês em 2002.
Após seu desempenho no Lyon, Santini substituiu Roger Lemerre no comando da Les Bleus, em 2002. Renunciou a posição de treinador durante a Eurocopa de 2004, após, surpreendentemente, a França perder para a Grécia, nas quartas de final.
Santini assumiu o cargo de treinador do clube inglês Tottenham Hotspur, após a Eurocopa. Após apenas treze partidas, ele anunciou sua renúncia. Oficialmente, Santini disse que saiu da Inglaterra devido a problemas pessoais, mas foi amplamente relatado que uma série de desentendimentos com o então dirctor esportivo Frank Arnesen levaram à sua saída. Em 2005, ele disse que saiu porque os acordos com o clube foram quebrados, mas ele admitiu que "cavou sua própria sepultura".
Em 2005, foi contratado pelo Auxerre, da Ligue 1, mas foi despedido em 2006, devido ao fracasso do clube para se classificarem para competições europeias.

## Títulos

### Como Jogador
Saint-Étienne
- Campeonato Francês: 1970, 1974, 1975, 1976, 1981
- Copa da França: 1970, 1974, 1975, 1977

### Como Treinador
Lyon
- Copa da Liga Francesa: 2001
- Campeonato Francês: 2002

França
- Copa das Confederações: 2003

### Individuais
- Melhor Treinador do Campeonato Francês: 2002